# Tortella vernicosa
Tortella vernicosa är en bladmossart som beskrevs av Brotherus 1902. Tortella vernicosa ingår i släktet kalkmossor, och familjen Pottiaceae. Inga underarter finns listade i Catalogue of Life.